# (8273) Apatheia
(8273) Apatheia (1989 WB2) – planetoida z pasa głównego asteroid okrążająca Słońce w ciągu 4,2 lat w średniej odległości 2,6 au. Odkryta 29 listopada 1989 roku.